# Vrh svetih Treh Kraljev
Vrh svetih Treh Kraljev este o localitate din comuna Logatec, Slovenia, cu o populație de 47 de locuitori.